# Raynor Scheine
Raynor Scheine (Emporia (Virginia), 19 januari 1942), geboren als Raynor Johnson, is een Amerikaans acteur.

## Filmografie

### Films
Selectie:
- 2024 Horizon: An American Saga – Chapter 1 - als Hermit
- 2012 Lincoln – als Josiah S. Burton
- 2006 Man of the Year – als monteur
- 2006 The Sentinel – als Walter Xavier
- 2005 Transamerica – als Bobby Jensen
- 2000 Book of Shadows: Blair Witch 2 – als Rustin Parrr
- 1996 Extreme Measures – als Half-Mole
- 1996 Last Man Standing – als aanwezige gasstation
- 1996 First Kid – als onderhoudsmonteur
- 1995 The Quick and the Dead – als Ratsy
- 1994 Ace Ventura: Pet Detective - als Woodstock
- 1993 The Real McCoy – als Baker
- 1992 My Cousin Vinny – als Ernie Crane
- 1991 Fried Green Tomatoes – als sheriff Curtis Smoote
- 1991 The Naked Gun 2½: The Smell of Fear – als exploderende dief
- 1988 Funny Farm – als Oates
- 1986 No Mercy – als Curtis
- 1986 Nine 1/2 Weeks – als bloemenbezorger
- 1985 Insignificance – als Hunter

### Computerspellen
- 2007 BioShock – als stem
- 2004 Grand Theft Auto: San Andreas – als voetganger
- 2004 Red Dead Revolver – als blinde Willie Wilson
- 2002 Medal of Honor: Frontline – als toegevoegde stem
- 1997 Dark Reign: the Future of War – als stem